# Bal maturalny IV: Ocal nas od zła
Bal maturalny IV: Ocal nas od zła (oryg. Prom Night IV: Deliver Us from Evil) – horror filmowy produkcji kanadyjskiej z 1992. Czwarta część Balu maturalnego Paula Lyncha.
Prowincja Kanady. Noc balu maturalnego. Obłąkany fanatyk religijny z zimną krwią morduje zakochaną parę. Trafia do szpitala psychiatrycznego, z którego ucieka po latach, by ponownie siać zamęt w okolicach. W niebezpieczeństwie jest czwórka nastoletnich przyjaciół, którzy właśnie wybrali się w góry.